# Rubus stimulifer
Rubus stimulifer är en rosväxtart som beskrevs av Plien.. Rubus stimulifer ingår i släktet rubusar, och familjen rosväxter. Inga underarter finns listade i Catalogue of Life.